# Клеобул
Клеобул (грец. Κλεόβοΰλος) — давньогрецький філософ, що жив у 7 ст. до н. е., один з «семи грецьких мудреців». Був правителем Родоського міста Ліндаоса.
Філософію Клеобул вивчав у Єгипті. Мав дочку Клеобуліну, яка складала загадки гекзаметром. За свідченнями сучасників, її вірші мали не менше значення, ніж самого Клеобула.

## Вислови Клеобула
Клеобулу приписують такі гноми:
- «Найкраще — дотримуватись міри».
- «Треба слухати, але не підслухувати».
- «Не роби нічого з насильством».
- «Дружину свою при інших не свари та не голуб: перше непристойно, а друге може привести інших в лють».
- «Не принижуй нижчих».[2]